# Autopista Elliott
La autopista Elliott y conocida en inglés como Elliott Highway es una carretera estatal ubicada en el estado de Alaska. La autopista comienza por el Oeste, en la autopista Dalton en Manley Hot Springs y acaba al Este en la autopista Steese, en Fox. Tiene una longitud de 245 km (152 mi). La autopista Elliott también forma parte de la Ruta de Alaska 2.

## Mantenimiento
Al igual que las carreteras estatales, las carreteras federales, la autopista Elliott es administrada y mantenida por el Departamento de Transporte y Servicios Públicos de Alaska (con siglas en inglés DOT&PF).

## Localidades principales
La autopista Elliott es atravesada por las siguientes localidades.
- Fox, milla 0 (km 0)
- Livengood, milla 71 (km 114)
- Minto, milla 110 (km 177)
- Manley Hot Springs, milla 152 (km 245)